# Euryalo Cannabrava
Euryalo Cannabrava (Cataguases, Minas Gerais 19 de fevereiro de 1906 - 21 de janeiro de 1979) foi um filósofo brasileiro.
Estudou Direito na Universidade Federal de Minas Gerais obtendo seu doutorado em 1925. Ao finalizar seus estudos atuou como professor de Filosofia e História da Filosofia em 1929, no antigo Ginásio Mineiro de Belo Horizonte. Foi professor de Psicologia e Lógica entre 1931 e 1932 na Universidade de Minas Gerais. Em 1937 foi o diretor do Instituto de Psicologia da Universidade do Brasil (atual UFRJ). Também foi diretor do Instituto de Investigações Educativas do Distrito Federal entre 1937 e 1940. Trabalhou como professor de Filosofia no Colégio Pedro II, no Rio de Janeiro, a partir de 1940. 
Entre as décadas de 1940 e 1960, Cannabrava foi editor estrangeiro da Revista "Philosophy and Phenomenological Research", publicada pela International Phenomenological Society. Além disso, foi o único filósofo brasileiro apontado como Fellow, por dois anos consecutivos (1944-1945), da prestigiosa John Simon Guggenheim Memorial Foundation nos Estados Unidos.
Foi condecorado pelo ex-presidente da Venezuela, Carlos Andrés Perez. 

## Vida Pessoal
Era filho de Elpidio Martins Cannabrava, político nascido no Norte de Minas que foi deputado estadual e federal por Minas Gerais, e de Laura Olympia Vianna Cannabrava, e irmão do médico e também político Elpidio Vianna Cannabrava. É tio do embaixador Ivan de Oliveira Cannabrava. Foi casado com a tradutora e escritora Catharina Milka Baratz, de quem se separou em 1965. Viveu por 14 anos com Therezinha de Santa Maria Alvim Carmo. Faleceu com 75 anos de idade, de infarto, no Hospital dos Servidores do Estado Rio de Janeiro.  

## Obras
- Seis temas do Espírito Moderno (1941)
- Descartes e Bergson (1943)
- Introdução à Filosofia Científica (1956)
- Elementos de Metodologia Filosófica (1956)
- Ensaios filosóficos (1957)
- Estética da Crítica (1963)
- Meu Fabulário Infantil (1973)
- Teoria da Decisão Filosófica (1977)

## Artigos selecionados
- “Present tendencies in Latin American philosophy.” Journal of Philosophy 46(5) - (1949): 113-119.
- "Convention, nature, and art". Philosophy and Phenomenological Research 9 (1949): 469–479.
- "Contribuição da lógica matemática à mensuração dos fatores psíquicos". Arquivos Brasileiros de Psicotécnica, Rio de Janeiro, 2 (3) (1950): 7-21.[4]
- "Ludwig Wittgenstein," Revista brasileira de filosofia 2 (1952): 48–76.
- "Philosophical Analysis, Causality and Space-Time." Philosophy and Methodology of the Sciences of Nature VI (1953): 168-173.
- "Guimarães Rosa e a linguagem literária". Diário de Notícias, Rio de Janeiro, 8 de abr. 1956. (Também publicado em: COUTINHO, Eduardo. (Org.) João Guimarães Rosa: ficção completa em dois volumes. 2. ed. Rio de Janeiro: Nova Aguilar, 2009. v. 1. p. CXXI-CXXVI).
- "Recuerdos de una visita a Whitehead". Revista de Filosofia de la Universidad de Costa Rica[5]  Vol. II, 5 (1959): 57-59.[6]